# Lotus Omega
De Lotus Omega is een sportsedan van de Britse autofabrikant Lotus, die in 1989 voorgesteld werd op het Autosalon van Genève. De wagen werd op basis van de Opel Omega A in een beperkte oplage geproduceerd en was op de Alpina B10 BiTurbo na de snelste productiesedan van zijn tijd. In het Verenigd Koninkrijk werd de wagen aangeboden als de Lotus Carlton.

## Techniek

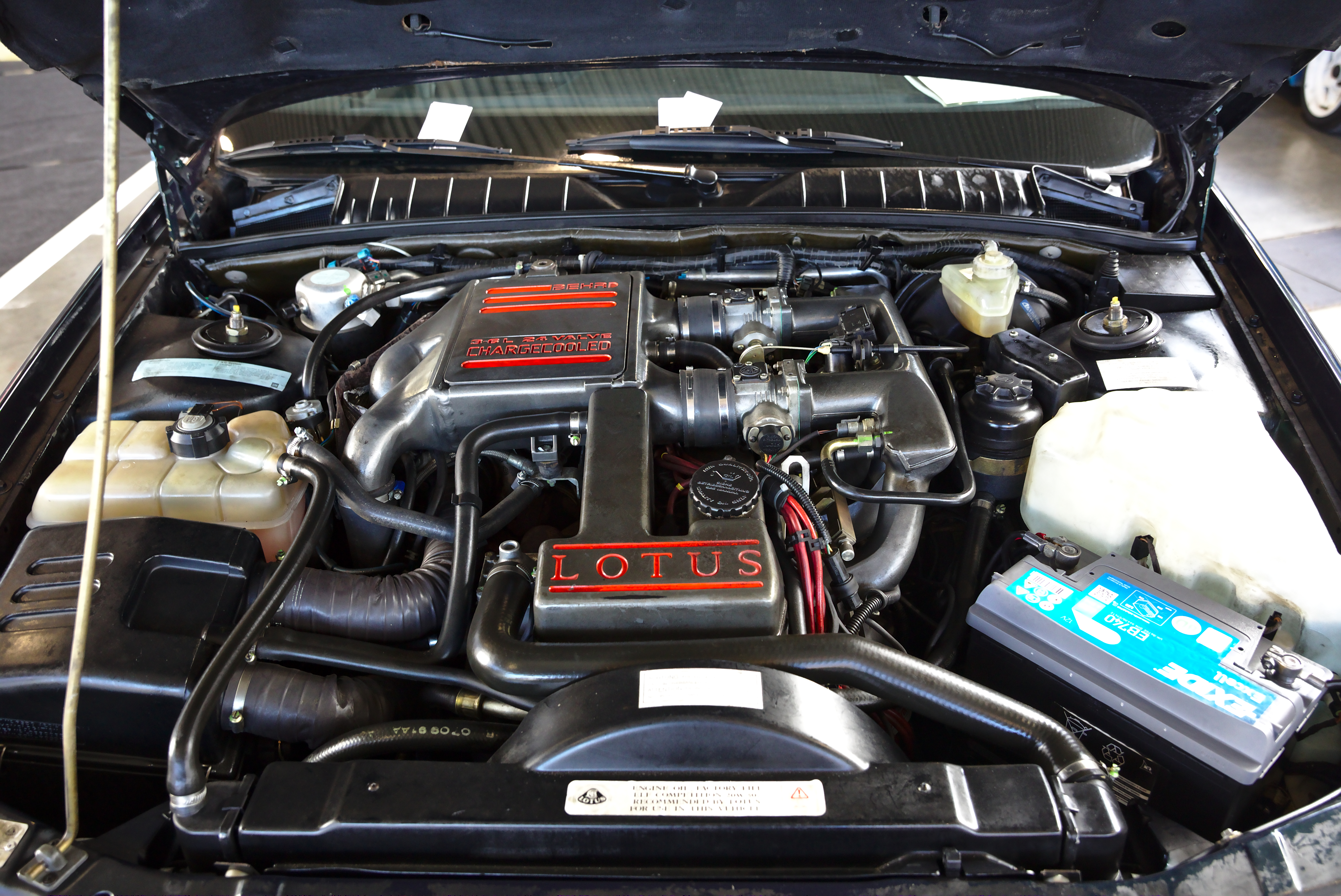
Motorcompartiment

De Lotus Omega is ontworpen op basis van de Opel Omega 3000. De wagens werden gebouwd door Opel in het Duitse Rüsselsheim en vervolgens naar het Verenigd Koninkrijk verscheept. Daar kreeg de carrosserie een achterspoiler, ventilatieopeningen in de motorkap, een bodykit, bredere wielkasten en Lotus-emblemen. In tegenstelling tot de gewone Omega hadden de achterste wielkasten van de Lotus Omega geen rechte bovenrand maar waren ze rond. De wagen was slechts in één tint groen beschikbaar: Imperial Green.
De standaard 3,0L 24v zescilindermotor van Opel werd door Lotus vergroot tot een inhoud van 3,6L en voorzien van een Behr intercooler en twee Garrett T25-turboladers die een 0,7 bar boost leveren vanaf ongeveer 1.500 rpm. Ook het ontstekingssysteem werd aangepast. Het motorvermogen werd overgebracht op de achteras via een manuele zesbak van ZF, die ook in de Corvette ZR-1 gebruikt werd.
Naast deze motoraanpassingen werd de wagen voorzien van remmen van AP en werd de zelfnivellerende ophanging van de Opel Senator gemonteerd. Ook de stuurbekrachtiging werd van de Senator geleend.

## Prestaties
De 3,6L twin-turbo motor leverde een vermogen van 277 kW (377 pk) en een maximaal koppel van 557 Nm, goed voor een acceleratie van 0 naar 100 km/u in 5,4 seconden en een topsnelheid van 283 km/u. De Lotus Omega was daarmee de tweede snelste vierdeurssedan van zijn tijd na de Alpina B10 BiTurbo die een topsnelheid van 291 km/u neerzette.
Wegens deze extreme prestaties probeerde het Britse parlement de Lotus Carlton te verbieden in het Verenigd Koninkrijk.

## Productie
De wagen werd geproduceerd van maart 1989 tot december 1992, vier jaar nadat de originele Omega op de markt kwam. Er werden oorspronkelijk 1100 exemplaren gepland, maar als gevolg van de economische recessie in het begin van de jaren negentig en met een prijskaartje dat het equivalent was van 100.000€ in 2021 vielen de verkoopcijfers tegen. Na 988 gebouwde exemplaren (waaronder 393 Omega's voor Duitsland en 248 Carltons voor het Verenigd Koninkrijk) werd de productie bij Lotus in december 1992 stopgezet. De verkoop via de Opel en Vauxhall dealers werd in oktober 1993 stopgezet.

## Problemen
De betrouwbaarheid van de Lotus Omega is enigszins problematisch. De motor moet zorgvuldig warm worden gereden en weer rustig afkoelen om schade aan de turbo's te vermijden. De koppeling en de transmissie hebben te lijden onder het hoge motorvermogen en storingen in de elektronica komen frequent voor. Bepaalde onderdelen en wisselstukken zijn zeldzaam, terwijl het onderhoud specifieke vakkennis vergt en daardoor duur is.